# Cedro de São João
Cedro de São João est une ville brésilienne du nord-est de l'État du Sergipe.

## Géographie
Cedro de São João se situe par une latitude de 10° 15′ 06″ sud et par une longitude de 36° 53′ 04″ ouest, à une altitude de 32 mètres.
Sa population était de 5 358 habitants au recensement de 2007. La municipalité s'étend sur 80 km2.
Elle fait partie de la microrégion de Propriá, dans la mésorégion Est du Sergipe.